# Гаджиев, Санан Фирудин оглы
Санан Фирудин оглы Гаджиев (азерб. Hacıyev Sənan Firudin oğlu; род. 1978) — азербайджанский государственный деятель. Судья Верховного суда Азербайджана.

## Биография
Родился в 1978 году. В 2000 году окончил Азербайджанский медицинский университет, лечебно-профилактический факультет.
В 2001 году окончил Бакинский государственный университет, юридический факультет. В 2004 году окончил магистратуру данного факультета.
С 2001 по 2006 год являлся младшим научным сотрудником, научным сотрудником Научно-исследовательского института проблем судебной экспертизы, криминалистики и криминологии Министерства юстиции Азербайджана.
С 2006 по 2010 год являлся советником управления международных отношений Министерства юстиции Азербайджана.
С 26 октября 2010 по 2013 год являлся судьёй Наримановского районного суда г. Баку.
С 2013 по 2 ноября 2018 года являлся судьёй Бакинского апелляционного суда.
Судья Верховного суда Азербайджана (со 2 ноября 2018).
Председатель коллегии по гражданским делам Верховного суда Азербайджана (с 6 мая 2020).
Член Судебно-правового совета Азербайджана (с 2021).
Заместитель председателя Союза судей Азербайджана (с 2023).

## Награды
- Орден «За службу Отечеству» III степени (11 февраля 2023, по случаю 100-летия создания Верховного суда Азербайджана, за плодотворную деятельность в судебных органах)[8]